# ISO 3166-2:MF

Francouzské zámořské území Saint Martin na mapě světa

Kódy ISO 3166-2 pro Svatý Martin – francouzskou část stejnojmenného ostrova – neidentifikují žádné regiony (stav v roce 2015).